# Resinoplast
Westlake Compounds France (ex-Resinoplast) est une filiale du groupe Westlake Chemical (en), basée à Reims et spécialisée dans la production de composés chimiques à base de résine PVC. Elle se situe en zone industrielle Sud-Est, chemin Saint-Léonard à Reims.

## Historique
La société Resinoplast a été constituée sous la forme de société anonyme et a fait l'objet d'une immatriculation au registre du commerce et des sociétés le 12 août 1966.

En 2012, l'usine de Reims détenue par Arkema est reprise par Kem One.

Le 30 juin 2014, elle a été transformée en société par actions simplifiée.

En 2015, l'usine de Reims est reprise par Nakan, branche d'Ivry Group détenu par la société de capital investissement Open Gate Capital.

En mars 2020, Resinoplast change de dénomination sociale et devient « Westlake Compounds France ».

## Production
On compte parmi ses marchés, des phares pour l'automobile et la production de poudre plastifiée dite « poudre slush », et de composés plastifiés à moyen et haut K-Wert (de) utilisés respectivement pour le revêtement des tableaux de bord et l'extrusion de profilés extérieurs et techniques.
Resinoplast produit également des composés PVC pour le marché du bâtiment et des disques vinyles, l'entreprise est le numéro 1 mondial du vinyle pour disque.